# 아라우카니아청어

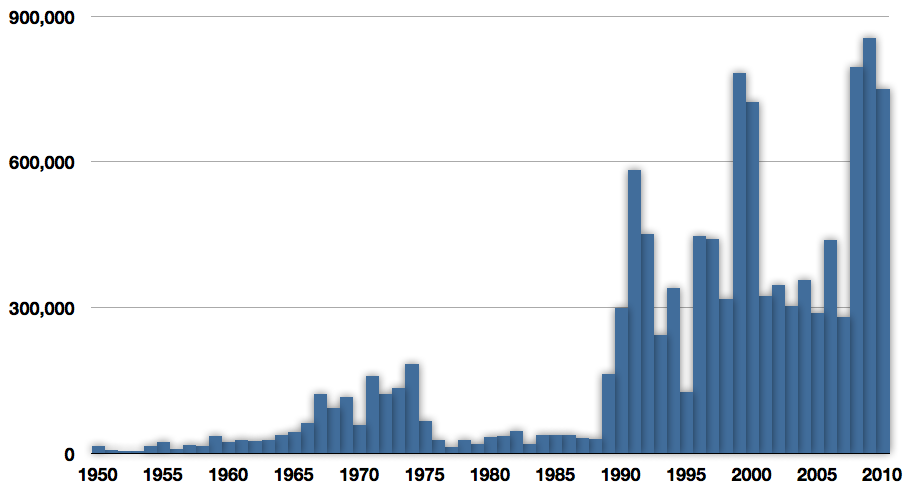
아라우카니아청어의 어획량(1950-2009)

아라우카니아청어(학명: Clupea bentincki)는 청어속에 속하는 바닷물고기이자, 칠레 아라우카니아 지역 연안 근처에 서식하는 대표적인 부어이다. 어육을 목적으로 어획 및 소비된다.